# Lee Bo-na
Lee Bo-na, född 22 juli 1981 i Gwangju, är en sydkoreansk sportskytt.
Hon blev olympisk silvermedaljör i dubbeltrap vid sommarspelen 2004 i Aten.